# Marktmacht
Marktmacht is de mate waarin een deelnemer aan de markt zich onafhankelijk van de andere marktspelers kan gedragen. Meestal wordt de term toegepast op aanbieders van goederen of diensten om de mate aan te duiden waarin de aanbieder een prijs kan vragen die beduidend boven zijn eigen kosten ligt, de surpluswinst.
Regulatoren en andere overheidsorganen houden bedrijven met 'aanmerkelijke marktmacht' in de gaten, om de belangen van kleinere concurrenten en verbruikers te beschermen.
Niet volledig synoniem met marktmacht, maar er nauw mee verwant, is een dominante marktpositie. Artikel 102 van het verdrag betreffende de werking van de Europese Unie verbiedt het misbruik van een dominante positie.

## Definitie
Het verdrag tot oprichting van de Europese Economische Gemeenschap splitste marktmacht op in twee delen: de macht ten opzichte van afnemers (artikel 101) en de macht ten opzichte van leveranciers (artikel 102).
In de micro-economie is marktmacht de mogelijkheid voor een bedrijf om zijn prijzen hoger te stellen dan de productiekosten. Dit kan aan de hand van de lernerindex worden geformaliseerd in termen van elasticiteit van de vraag.
Regulatoren en mededingingsautoriteiten zeggen dat een bedrijf 'aanmerkelijke marktmacht' heeft als het zich in grote mate onafhankelijk van zijn klanten en zijn concurrenten kan gedragen. Een belangrijk meetinstrument is hier de SSNIP-test (small but significant non-transitory increase in price, een kleine maar belangrijke niet-voorbijgaande prijsverhoging). Als een denkbeeldige prijsverhoging niet tot gevolg heeft dat een belangrijk aantal klanten naar de concurrentie loopt, dan is het bedrijf waarschijnlijk machtig.

## Ontstaan van marktmacht
Een bedrijf kan op verschillende manieren marktmacht verwerven. Door het aanbieden van betere, goedkopere of innovatieve producten en diensten kan een bedrijf zelfstandig groeien en zich van concurrentiedruk ontdoen. Bedrijven kunnen ook samenwerken of zelfs samensmelten.
Sommige monopolies worden gecreëerd of in stand gehouden door de wet. Zo is het personenvervoer per trein in de meeste landen een wettelijk staatsmonopolie. Liberalisering is het geheel van politieke, economische en juridische processen waarbij staatsmonopolies omgevormd worden tot concurrentiële markten.
In het Europees mededingingsrecht, evenmin als in de meeste andere economieën, is aanmerkelijke marktmacht op zich niet verboden. Wel moet een bedrijf dat over een dominante positie beschikt, een aantal beperkingen respecteren die voor andere bedrijven niet gelden. Zo is bijvoorbeeld een buitensporig hoge prijs niet verboden op een markt waarin normale mededinging heerst, maar wel in een (bijna) gemonopoliseerde markt.
In de zaak-Microsoft veroordeelde de Europese Commissie Microsoft tot een boete, niet omdat MS-Windows dominant was op de markt van de besturingssystemen, maar omdat deze dominante positie werd gebruikt om de positie van Windows Media Player te verstevigen op de markt van de toepassingssoftware voor het weergeven van muziek.
Concentraties van grote bedrijven (samensmelting, overname, joint venture) zijn niet toegestaan als daardoor een dominante positie zou ontstaan, of een bestaande dominante positie versterkt zou worden. De mate van concentratie op een markt wordt onder meer aangegeven door de herfindahl-index.